# Evolució de l'oxigen
L'evolució de l'oxigen és el procés de generar oxigen molecular a través de reaccions químiques. Entre els mecanismes de l'evolució de l'oxigen es troben l'oxidació de l'aigua durant la fotosíntesi. l'electròlisi de l'aigua en oxigen i hidrogen i l'evolució electrocatalítica de l'oxigen des d'òxids i oxoàcids.

## Evolució de l'oxigen a la natura
L'evolució fotosintètica de l'oxigen és un procés fonamental pel qual es genera oxigen respirable a la biosfera terrestre. La reacció és part de la reacció depenent de la llum de la fotosíntesi en cianobacteris i els cloroplasts de les algues verdes i les plantes. Utilitza l'energia de la llum per dividir la molècula de l'aigua en protons i electrons per a la fotosíntesi. Es genera oxigen lliure com a subproducte de la reacció i s'allibera a l'atmosfera.

### Reacció bioquímica
L'evolució fotosintètica de l'oxigen ocorre via l'oxidació depenent de la llum de l'aigua a oxigen molecular i es pot expressar simplificadament com aquesta reacció química:
2H₂O {\displaystyle \longrightarrow } 4e- + 4H+ + O₂
La reacció requereix l'energia de quatre fotons. Els electrons de l'aigua oxidada reemplaça els electrons del component P680 del fotosistema II
L'oxidació de l'aigua és catalitzada pel manganès del fotosistema II que és un cofactor important., també es necessita calci i clor. -

### Evolució de l'evolució de l'oxigen
Fa uns 3.500 milions d'anys l'oxigen de la fotosíntesi va cobrir el planeta Terra. L'oxigen no només era un residu sinó que era tòxic per a molts processos metabòlics com la fixació de nitrogen. En conseqüència va ser alliberat com a sistema de desentoxificació i això va fer passar la Terra de composició anaeròbia a les aeròbies actuals fent un gran canvi en el metabolisme general dels éssers vius.